# Bill McKibben

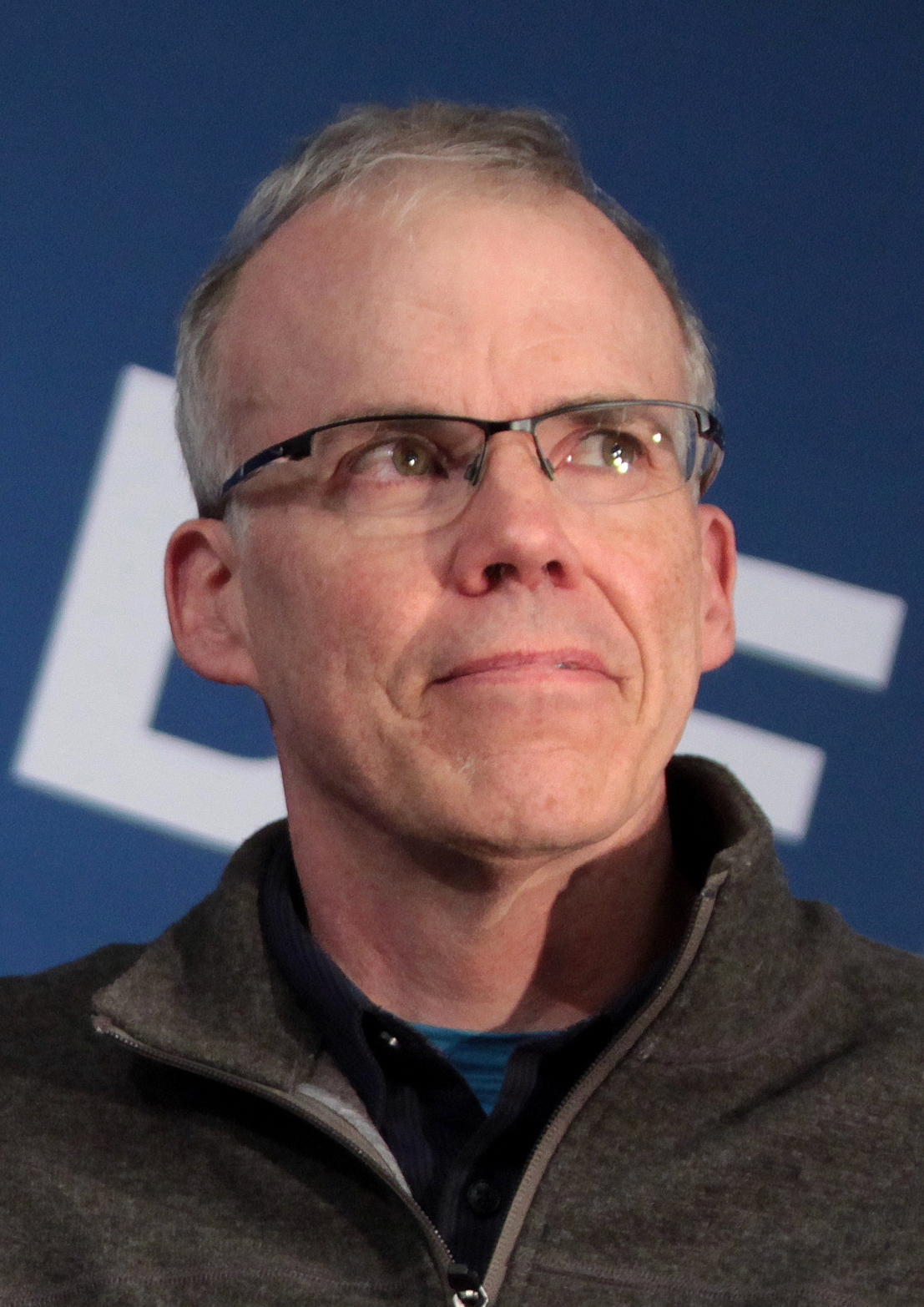
McKibben (2016)

Bill McKibben (ur. 8 grudnia 1960) – amerykański dziennikarz i działacz ekologiczny, założyciel organizacji 350.org, autor kilkunastu książek, w tym The End of Nature (1989), uważanej za pierwszą książkę o zmianach klimatu przeznaczoną dla szerokiej publiczności.
W latach 1982–1987 McKibben pracował jako dziennikarz tygodnika The New Yorker, następnie pracował jako freelancer. W 2001 został wykładowcą Middlebury College w stanie Vermont. W 2008 został współzałożycielem 350.org – międzynarodowej organizacji działającej na rzecz aktywnej walki ze zmianami klimatu.
W 2014 nagrodzony Right Livelihood Award „za mobilizację rosnącego społecznego poparcia w USA i na całym świecie na rzecz zdecydowanych działań dla przeciwstawienia się groźbie globalnej zmiany klimatu”.